# Großsteingräber bei Kosin
Die Großsteingräber bei Kosin (auch Großsteingräber bei Kossin genannt) waren mehrere megalithische Grabanlagen unbekannter Zahl der jungsteinzeitlichen Trichterbecherkultur bei Kosin (deutsch Kossin), einem Ortsteil von Przelewice (deutsch Prillwitz) in der Woiwodschaft Westpommern in Polen. Sie wurden im 19. Jahrhundert zerstört.

## Lage
Nach einem Bericht von 1825 befanden sich an mehreren Stellen rund um Kosin Großsteingräber, von denen die meisten bereits damals stark zerstört waren. Eine Anlage befand sich etwa 2500 Schritt (ca. 1,9 km) nordwestlich des Orts. Die möglichen Reste eines weiteren Grabes lagen 400 Schritt (ca. 300 m) nördlich von Kosin. 1800 Schritt (ca. 1,4 km) südwestlich des Orts befand sich mindestens eine weitere, nur noch teilweise erhaltene Anlage. Weitere Gräber lagen nordöstlich an der Grenze zu Kluki (deutsch Klücken).

## Beschreibung
Alle Gräber scheinen trapezförmige Hünenbetten besessen zu haben. Ihre Orientierung variiert. Das nordwestlich gelegene Grab war ost-westlich orientiert mit der Stirnseite im Osten und die Schmalseite im Westen. Das südwestliche Grab war wohl nord-südlich orientiert. Um 1825 war nur noch die im Süden gelegene Stirnseite erhalten. Die an der Grenze zu Kluki gelegenen Anlagen waren wohl alle nordost-südwestlich orientiert. Die genauen Maße der Anlagen sind nicht überliefert. Über Grabkammern ist nichts bekannt.